# 伝燈寺
伝燈寺（でんとうじ、朝鮮語: 전등사、チョンドゥンサ）は、韓国・仁川広域市江華郡にある寺院。韓国仏教界の最大勢力である曹渓宗（大韓仏教曹渓宗）の総本山曹渓寺の末寺。日本統治時代は朝鮮三十一本山の一つだった。

## 歴史
伝燈寺は、高句麗の小獣林王の時代の381年（小獣林王11年）に、阿道和尚が真宗寺を創建してことをもって、伝燈寺の創建としている。ただし正史『三国史記』や『三国遺事』に該当する記事はなく、根拠は不明である。高句麗に初めて仏教が伝えられたのは372年（小獣林王2年）である。朝鮮半島における仏教の伝来は高句麗から始まったため（百済は384年、新羅は528年）、伝承がもし事実であれば、現存する朝鮮半島最古の寺院ということになる。
統一新羅時代の伝承は確認されていない。創建以降は1259年（高麗高宗46年）に境内に假闕をつくったという話が登場するまで900年近く、伝承が残っていない。武臣政権時代の1232年（高宗19年）から1270年（元宗11年）にかけて、モンゴルの侵攻を受けた高麗は江華島に王宮を移したが、1266年（忠烈王7年）に真宗寺は重修を行った。この時期、王室はモンゴルの退散を祈願して、この寺で高麗八万大蔵経の版木を彫刻させた（のちに移され、現在は海印寺に所蔵されている）。
1282年（忠烈王8年）に忠烈王の王妃貞和宮主（貞和府主）王氏が重建を行ったことを契機に、真宗寺から伝燈寺に改名された。伝燈は仏法の灯を伝える意味とされる。貞和府主が玉製の燭台を寺に寄進したことに由来するともいう。
李氏朝鮮の太宗による1407年（太宗7年）の仏教弾圧の際、存続を許された88寺院の中に伝燈寺や真宗寺の名前はなく、廃寺になったようである。 世宗による1424年（世宗6年）の仏教弾圧の際も、存続を許された36寺院の中にも名前はなく、引き続き廃寺のままだったようである（朝鮮の仏教#李氏朝鮮時代の仏教弾圧）。
李氏朝鮮の光海君（在位1608年 - 1623年）の時代、大火で建物が消失し、1621年に再建された。粛宗（在位1674年 - 1720年）の時代、『朝鮮王朝実録』を伝燈寺に保管しはじめた。1726年に英祖が伝燈寺を直接訪問し、扁額を下賜した。
日本統治時代の1911年、寺刹令施行規則（7月8日付）によって、朝鮮三十本山に指定された（1924年以降は朝鮮三十一本山）。

## 文化財
建築物
- 江華伝灯寺大雄殿（宝物178号）

朝鮮中期
- 江華伝灯寺薬師殿（宝物179号）

朝鮮中期
- 伝灯寺対潮楼（仁川広域市文化財資料7号）

その他
- 伝灯寺鉄鐘（宝物393号）

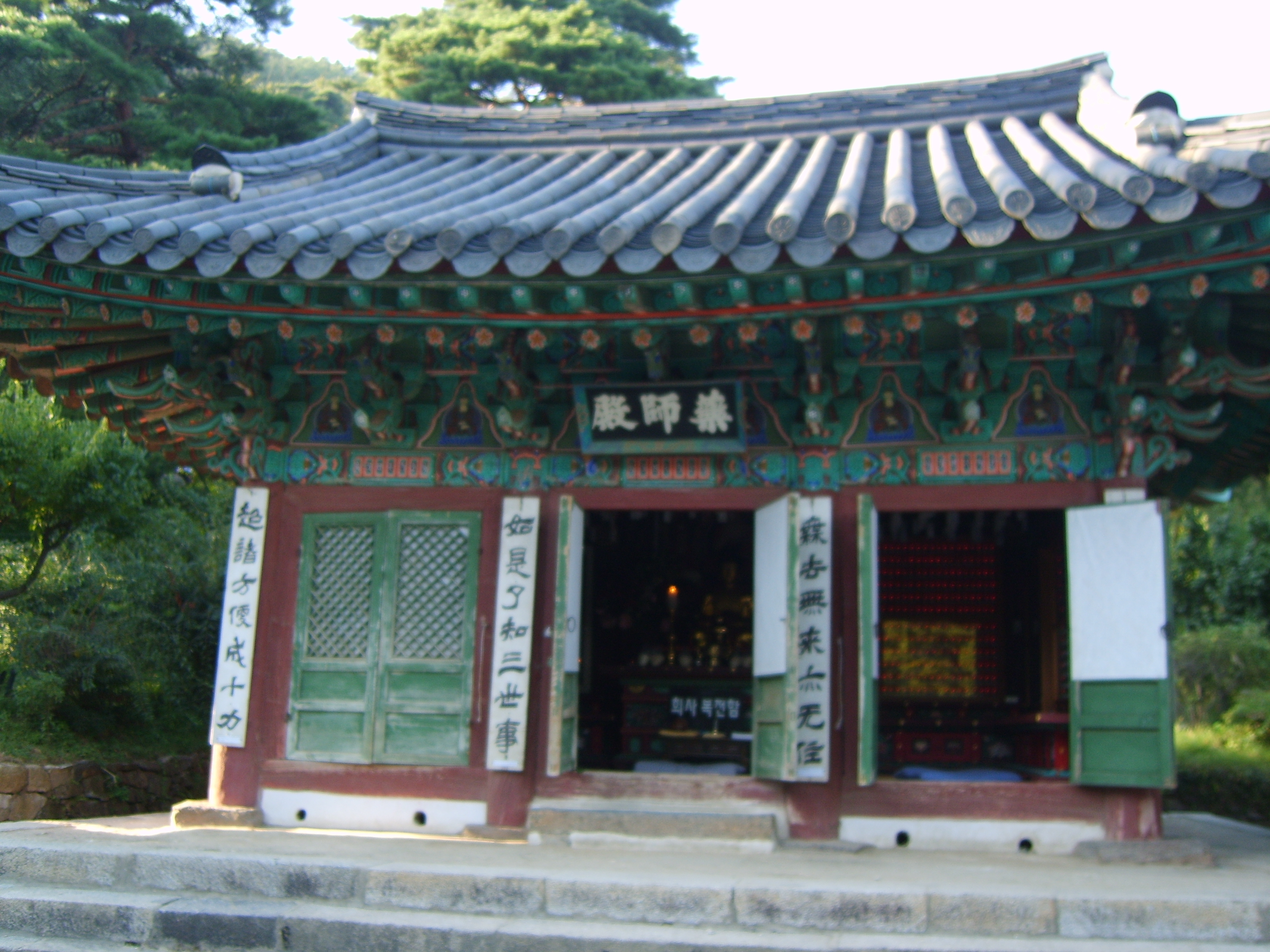
伝灯寺薬師殿

- 伝灯寺大雄宝殿木造三尊仏坐像（仁川広域市有形文化財42号）
- 伝灯寺薬師殿現王幀（仁川広域市有形文化財43号）
- 伝灯寺薬師殿後仏幀（仁川広域市有形文化財44号）
- 伝灯寺法華経板（仁川広域市有形文化財45号）
- 伝灯寺青銅水槽（仁川広域市有形文化財46号）
- 伝灯寺業鏡台（仁川広域市有形文化財47号）
- 伝灯寺須弥壇（仁川広域市有形文化財48号）
- 伝灯寺冥府殿地蔵十王像及び十王図一襲（仁川広域市有形文化財56号）
- 伝灯寺薬師殿石仏坐像（仁川広域市有形文化財57号）
- 伝灯寺大雄宝殿後仏幀（仁川広域市文化財資料21号）
- 伝灯寺講説殿阿弥陀仏幀（仁川広域市文化財資料21号）